# Tonman Mosley
Tonman Mosley (16 janvier 1850 - 20 août 1933) est un homme d'affaires, juge et homme politique britannique.

## Famille
Tonman Mosley est né à East Lodge, Anslow, Burton upon Trent, Staffordshire, et baptisé à Rolleston-on-Dove, Staffordshire, fils cadet de Tonman Mosley, 3e baronnet, d'Ancoats, et de sa femme Catherine Wood (décédée le 22 avril 1891 ), fille du révérend John Wood de Swanwick, Derbyshire et Emily Susanna Bellairs (fille d'Abel Walford Bellairs),. Son frère aîné Oswald Mosley (4e baronnet), d'Ancoats, est le grand-père d'Oswald Mosley, 6e baronnet. La famille de Mosley est anglo-irlandaise.

## Carrière
Il fait ses études à la Repton School, Repton, Derbyshire, entre 1862 et 1868, et au Corpus Christi College, Oxford, entre 1868 et 1871 et est diplômé de l'Université d'Oxford en 1872 avec un baccalauréat ès arts. Il est admis au barreau d'Inner Temple en 1874 avec le droit d'exercer la profession d'avocat.
Anslow se présente sans succès dans la circonscription Lichfield du Staffordshire en tant que conservateur aux élections générales de 1885. En 1897, il est nommé président des Quarter Sessions de Derbyshire, poste qu'il occupe jusqu'en 1902, et est président du conseil du comté de Buckinghamshire de 1904 à 1921. Entre 1904 et 1923, il est également président de la North Staffordshire Railway Company. En 1914, Anslow se présente pour la circonscription sud du Buckinghamshire en tant que libéral, mais est battu à nouveau. Il est également lieutenant adjoint du Buckinghamshire et du Staffordshire.
Il est nommé Compagnon de l'Ordre du Bain en 1911 et le 28 juin 1916, il est élevé à la pairie en tant que 1er baron Anslow, d'Iver, dans le comté de Buckingham, dans la pairie du Royaume-Uni. Il est également Chevalier de l'Ordre Vénérable de Saint-Jean.

## Mariage et descendance
Lord Anslow épouse le 22 février 1881 à l'église St Peter, Eaton Square, Belgravia, Londres, Hilda Rose Montgomerie, fille d'Archibald Montgomerie (13e comte d'Eglinton) et de Adela Caroline Harriett Capel. Ils ont deux fils et deux filles. Ses deux fils sont décédés avant lui. Sa fille Mildred Mosley (9 juin 1887 - 1er janvier 1963) se marie le 20 novembre 1918 avec Gerald Goddard Jackson (né en 1878), mais leur mariage est annulé. Sa fille Sybil Hildegarde Mosley (14 janvier 1896 - 7 juillet 1962) épouse le 14 novembre 1934 Alastair Turner Wyllie.
Lady Anslow est décédée à Bangors, Iver, Buckinghamshire, le 18 juin 1928. Lord Anslow lui survit cinq ans et meurt en août 1933, à l'âge de 83 ans, sans descendance masculine, et la baronnie s'éteint. 